# 涛静暗沙
涛静暗沙位于南中国海中沙群岛中沙大环礁西部边缘，西南与排洪滩相距约9.7海里，北与控湃暗沙相距约4.8海里。整个暗沙全部在海面以下，最浅处水深约18米，等深线20米以上面积约3.5平方公里。1947年和1983年公布名称均为“涛静暗沙”。